# Центральний фронт (Друга світова війна)
Центра́льний фронт — оперативне об'єднання радянських військ у Другій світовій війні з 26 липня по 24 серпня 1941 та 15 лютого до 20 жовтня 1943 року.
Війська фронту вели бойові дії на території Курської та Орловської областей, брали участь у Курській битві 1943, під час Чернігівсько-Прип'ятської наступальної операції завдали головного удару ворогові на Конотопському напрямку і в серпні 1943 року вступили на землі України. Протягом серпня—вересня вони відвоювали частину Сумської, Чернігівської та Київської областей.
20 жовтня 1943 року Центральний фронт перейменовано на Білоруський фронт, війська якого отримали завдання діяти на Бобринському напрямку.